# Matthäus Daniel Pöppelmann

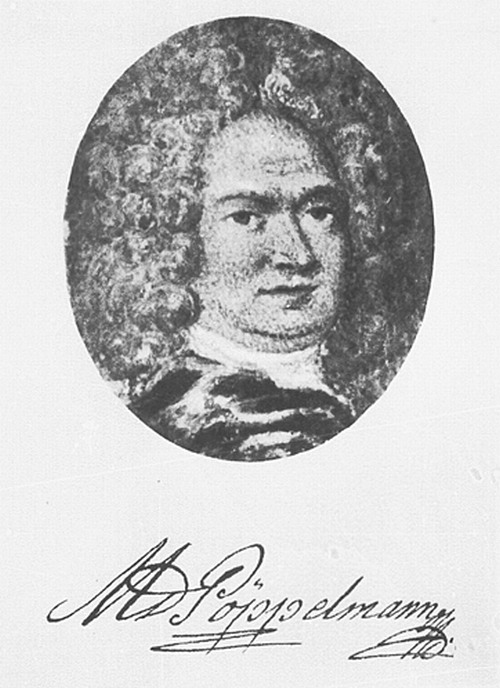
Matthäus Daniel Pöppelmann

Matthäus Daniel Pöppelmann (* 3. Mai 1662 in Herford; † 17. Januar 1736 in Dresden) war der bedeutendste Baumeister des sächsischen Barock. Zu seinen Hauptwerken gehören das Dinglingerhaus (1711–1716), der Zwinger (1711–1728), das Schloss Pillnitz (1720–1724), das Japanische Palais (1727–1733) und die Dreikönigskirche (1732–1739) in Dresden.

## Leben

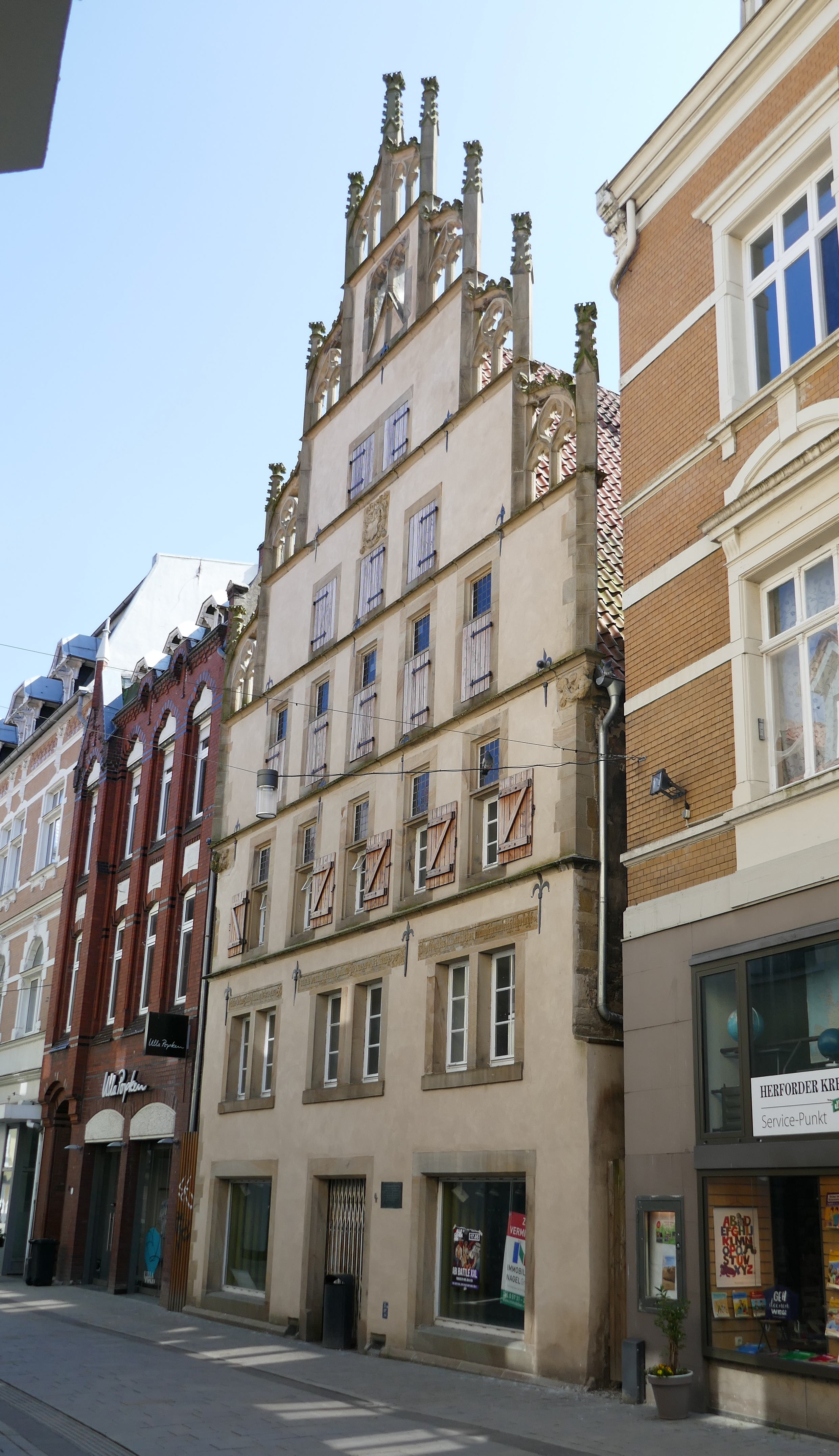
Pöppelmann-Geburtshaus in Herford

Pöppelmann stammte aus einer Kaufmannsfamilie aus dem westfälischen Herford. Mehrere seiner Vorfahren waren Ratsleute der Stadt gewesen, das Vermögen der Familie war jedoch durch den Dreißigjährigen Krieg geschwunden. Urkundlich erwähnt wird 1552 bis 1609 in Herford ein Daniel Pöppelmann als Bürgermeister, der ein gotisches Wohnhaus in der Höckerstraße 4 besitzt, das als Geburtshaus Matthäus Daniel Pöppelmanns gilt. Er besuchte das dortige Gymnasium Fridericianum. Im Jahr 1680 trat Pöppelmann im Alter von 18 Jahren in das sächsische Bauamt ein. Im Gegensatz zu anderen Fürstenhöfen, wo man ein oder zwei Hofarchitekten beschäftigte, war das Oberbauamt in Dresden schon damals eine außerordentlich umfangreiche Behörde. Pöppelmann wurde als unbezahlte Hilfskraft eingestellt, was er auch sechs Jahre blieb. Trotzdem muss er bereits über einige Erfahrungen im Bauwesen verfügt haben, bevor er nach Dresden kam. Als erster bedeutender Baumeister der frühen Neuzeit war er nicht Künstler oder Militäringenieur, sondern diente sich in einer Behörde hoch. Im Jahr 1686 wurde er zum Baukondukteur befördert. Seinen Lebensunterhalt verdiente er zu dieser Zeit mit dem Bau von Bürgerhäusern. Dafür musste er jedoch zuerst Schulden machen und die Häuser auf eigene Rechnung bauen, bevor er sie nach der Fertigstellung gewinnbringend verkaufen konnte. Daneben beantragte er 1687 eine Lizenz zum Alkoholausschank. Beeinflusst wurde er in dieser Zeit vor allem von den Oberlandbaumeistern Wolf Caspar von Klengel, der als Begründer des Sächsischen Barock gilt, und seinem Nachfolger Johann Georg Starcke. Spärliche Informationen zeigen, dass Pöppelmann oft zu sehr profanen Tätigkeiten wie Abbrucharbeiten eingesetzt wurde und auch Probleme mit seinen Vorgesetzten hatte.
Seine Karriere begann 1705, als er zum Landbaumeister befördert wurde und die Planung eines neuen Residenzschlosses übertragen bekam. Während der Vorbereitung und Ausführung des Zwingerbaus besuchte er verschiedene europäische Städte, um mit eigenen Architekturstudien projektbezogene Anreize und vergleichende Eindrücke aufzunehmen. Er reiste 1710 auf Kosten seines Auftraggebers über Prag, Wien und Florenz nach Rom und Neapel. Der Kurfürst verfügte am 4. Januar 1710, „… daß der Landbaumeister Pöppelmann nachher nach Wien und Rom gehen soll umb deren Orthen sich der itzigen Arth des Bauens sowohl an Palaesten, alß Gärthen zu ersehen, …“. Zu den Vorbildern Pöppelmanns werden Sakralbauten des Böhmischen Barock ebenso gezählt wie die in Wien tätigen Baukünstler Johann Bernhard Fischer von Erlach und Andrea Pozzo. In Prag studierte er die kühnen Bauten von Christoph Dientzenhofer (St. Nikolaus auf der Kleinseite und die Klosterkirche Breunau). Auf der Reise besuchte er auch die Klosterkirche in Osek im Erzgebirge. Für den Wallpavillon des Zwingers werden – neben der Breunauer Klosterkirche – Werke von Lucas von Hildebrandt und Francesco Borromini als Vorbilder genannt.
Im Jahre 1715 ging Pöppelmann zum Zwecke aktueller Architekturstudien nach Frankreich. Er suchte neben dem Schloss und Park von Versailles zahlreiche andere Ziele auf, darunter den Park von Schloss Saint-Cloud mit den Wasserspielen von André Le Nôtre. Dieser hatte auch den Park von Versailles geschaffen und war als oberster Gartenarchitekt von Ludwig XIV. eine fachliche Autorität in der zeitgenössischen Gartenbaukunst. Für die Erweiterungspläne des Dresdner Zwingers waren die Eindrücke Pöppelmanns im Lustpark von Marly-le-Roi von nicht unwesentlichem Einfluss, weil der Architekt Jules Hardouin-Mansart dort einen umfangreichen Komplex von Wasserspielen errichtet hatte. Die Rückreise Pöppelmanns erfolgte über die Niederlande (Rotterdam, Delft, Leiden, Haarlem und Amsterdam). Bei Apeldoorn besuchte er das Schloss Het Loo, das lange Flügel und pavillonähnliche Eckgebäude besitzt. Der Zwinger zeigt ähnliche Strukturen. Pöppelmann wurde zum Vertreter des – von Italien her geprägten und über Wien und Prag vermittelten – beschwingten Hochbarock. Zacharias Longuelune führte ab 1713 den französischen klassizistischen Barock in Dresden ein. Der schon der nächsten Generation angehörende Johann Christoph Knöffel entwickelte die zurückhaltendere, am französischen Klassizismus orientierte Auffassung Longuelunes fort und begründete das sächsische Rokoko. 1728 avancierte er neben den beiden Vorgenannten zum dritten Oberlandbaumeister. (1738 sollte Knöffel Christine Eleonore Stenger heiraten, eine Enkelin seines Vorgängers Pöppelmann.) Im Oberbauamt wurden stets mehrere Architekten getrennt mit Entwürfen beauftragt und anschließend wurde in der Regel nicht einer ausgewählt, sondern unterschiedliche Formenelemente der einzelnen Entwürfe miteinander kompiliert, wobei August der Starke und der Generalbauintendant Graf Wackerbarth oft selbst mitwirkten. Dieses „kollegialische“ Verfahren führte zur Synthese vieler Stileinflüsse.
1718 wurde Pöppelmann Nachfolger von Johann Friedrich Karcher Oberlandbaumeister. In dieser Stellung entfaltete er eine umfangreiche Bau- und Verwaltungstätigkeit, welcher Dresden die glänzendsten und fantasievollsten Schöpfungen des Rokokostils verdankt. Etwa ab 1730 zog August der Starke aber für repräsentative Projekte jüngere Architekten wie Zacharias Longuelune vor und Pöppelmann widmete sich vor allem der Leitung des Oberbauamtes. Im Oktober 1734 schied er aus dem Oberbauamt aus. Sein Nachfolger wurde Johann Christoph Knöffel. Pöppelmann wurde einige Monate später schwer krank und starb am 17. Januar 1736. Er wurde in der Gruft der von ihm entworfenen Matthäuskirche in Dresden beigesetzt.

## Werk

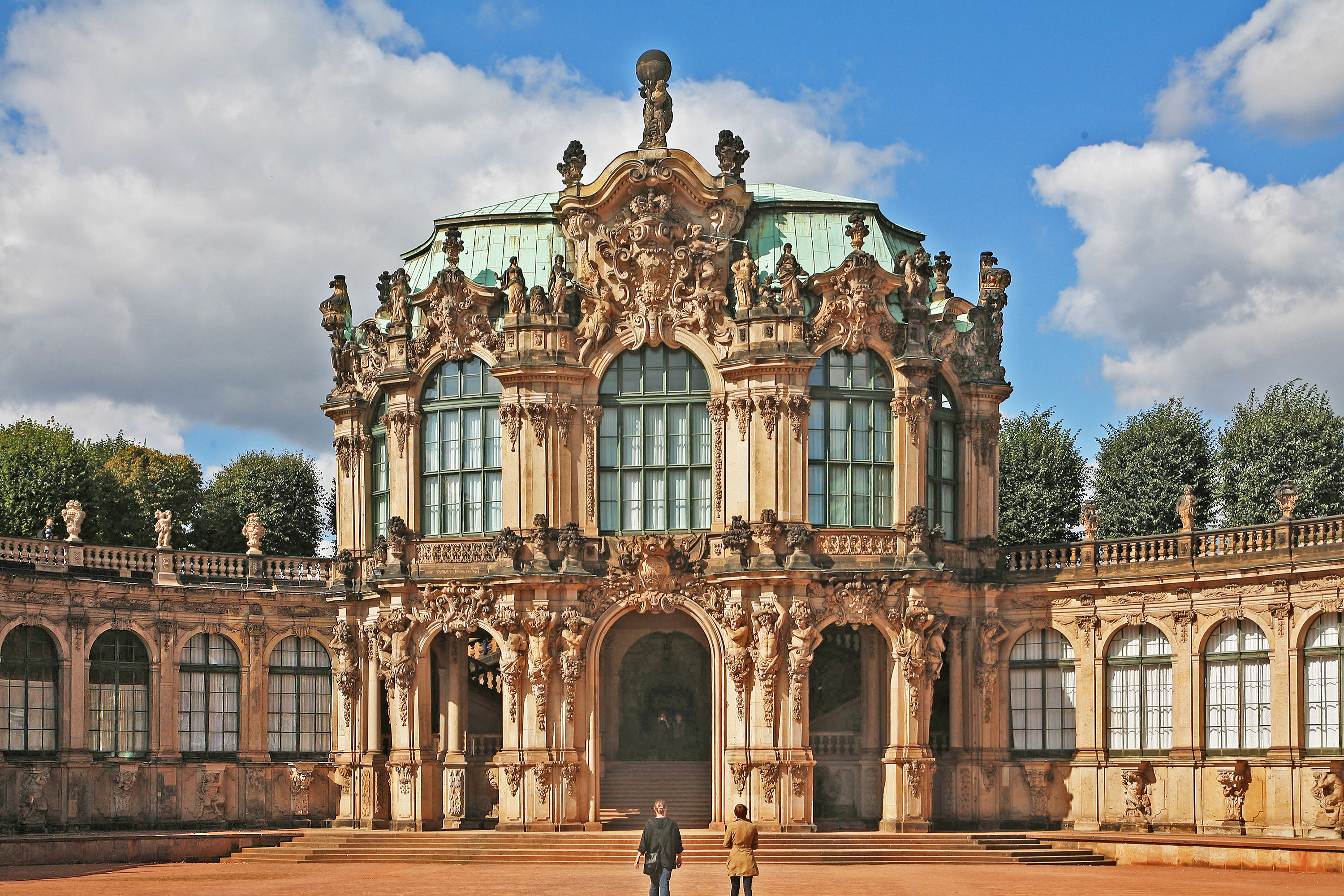
Zwinger, Wallpavillon

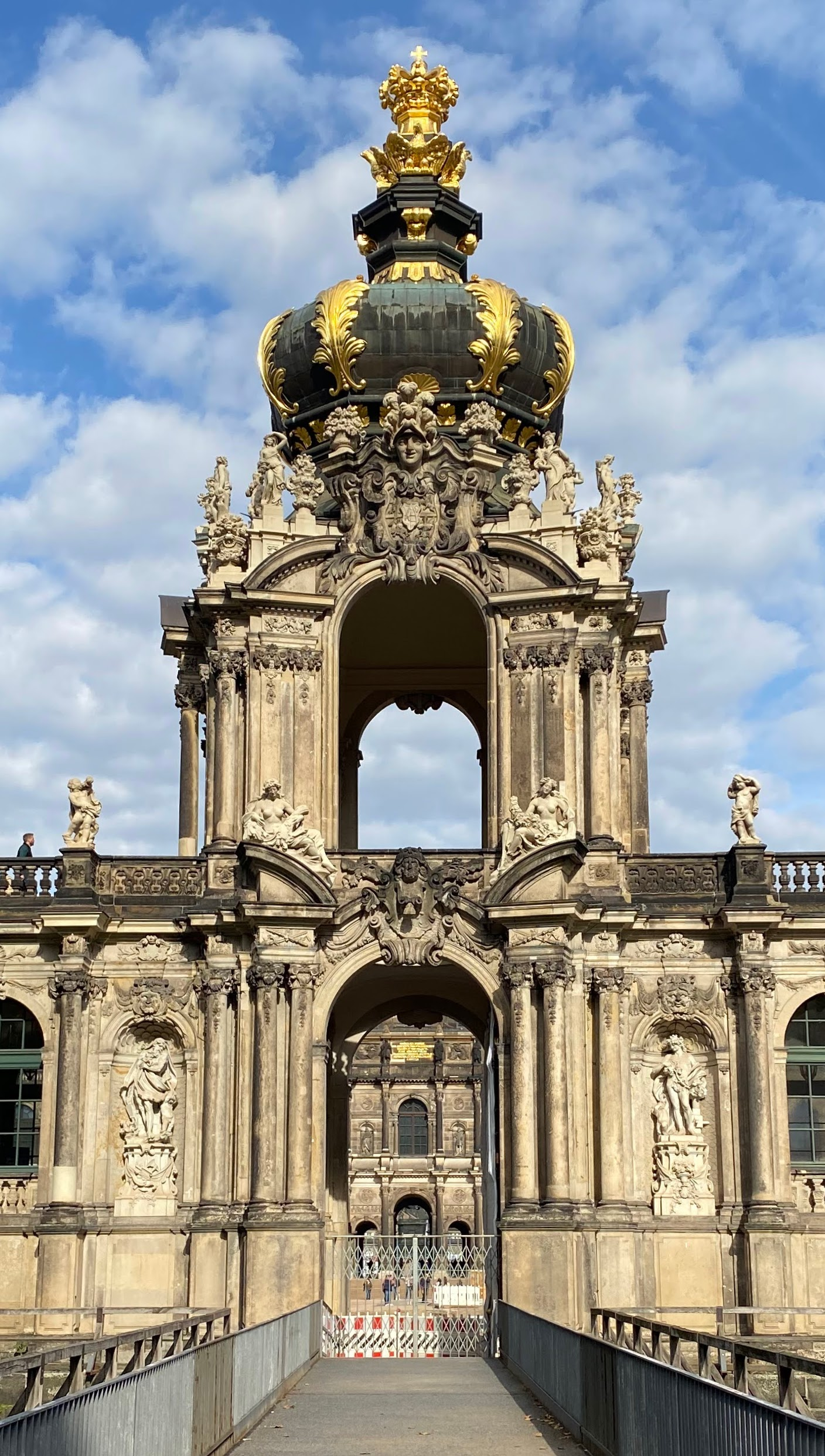
Zwinger, Kronentor

Als sein Hauptwerk gilt der Zwinger in Dresden (1711–1728), den er zusammen mit dem Bildhauer Balthasar Permoser schuf. In diesem formal einzigartigen Gebäude eines befestigten Turnierplatzes kam es zu einer einmaligen, ekstatischen Verbindung von Architektur und Plastik. Über dieses von ihm geschaffene Bauwerk ließ Pöppelmann 1729 eine Sammlung von Kupferstichen herausgeben. Es besteht aus einem Erläuterungstext mit 22 Kupferstichen zum Zwinger und jeweils einem Stich vom Holländischen Palais und dem Großen Fass auf der Festung Königstein. Pöppelmann beabsichtigte als Fortsetzung dieses Werkes die Herausgabe weiterer Stiche über andere Barockbauten. Dazu kam es nicht mehr. Weitere bedeutende Werke sind: Jagdhaus Kössern (Entwurf der Fassade, um 1709); Japanisches Palais in Dresden (1715); Schloss Pillnitz (1720–1723), Schloss Großsedlitz (seit 1720), Schloss und Hofgestüt Graditz (seit 1722), Stift Joachimstein (1722–1728), Umbau des Jagdschlosses Moritzburg (1723–1733), Dresdner Augustusbrücke (1727–1731) und die erst nach Pöppelmanns Tod fertiggestellte Dreikönigskirche in Dresden (1732–1739).
Das zwischen 1714 und 1721 von Pöppelmann erbaute Schloss Nischwitz wurde 1750 von Knöffel umgestaltet. Daneben lieferte Pöppelmann zahlreiche, später ausgeführte Pläne zum Beispiel für den Umbau des Spitzhauses und der Spitzhaustreppe in Radebeul. Nie gebaut wurde jedoch das Dresdner Residenzschloss. Ab 1705 ließ sich August der Starke von Pöppelmann immer wieder neue, spektakuläre Entwürfe vorlegen, konnte sich aber nie entschließen, das gewaltige Vorhaben zu beginnen (siehe: Die Errichtung des Zwingers). Als Oberlandbaumeister im sächsischen Oberbauamt war Pöppelmann aber auch für alle profanen Staatsbauten wie Deiche, Straßen oder Brücken verantwortlich. So ließ er zwischen 1713 und 1720 für die neueingerichtete Eilpostlinie Leipzig–Dresden mehrere steinerne Brücken bauen, unter anderem die Pöppelmannbrücken in Grimma, Nossen und Waldheim, die – im Unterschied zur alten Dresdner Augustusbrücke – noch (in Teilen) stehen. Daneben gab es auch ungewöhnliche Aufträge vom königlichen Hof wie zum Beispiel eine Schmuckarchitektur rund um das größte Weinfass Europas (238.000 Liter) auf der Festung Königstein oder der Bau eines überdimensionalen Stollenofens für das „Zeithainer Lustlager“ im Jahr 1730, als August der Starke seinen mehr als 20.000 Gästen, darunter Friedrich Wilhelm I. von Preußen einen 1,8 Tonnen schweren Dresdner Stollen vorsetzen ließ. Überhaupt baute Pöppelmann immer wieder für diverse Festivitäten des Hofes kurzlebige Architekturen und Kulissen, die teilweise auf Zeichnungen festgehalten sind. Für das Zeithainer Lustlager etwa mussten eine Zeltstadt, ein Exerzierplatz, mehrere kleine Palais und ein Theater errichtet werden.
Ein weiteres Dresdner Bauwerk ist das Gebäude Große Meißner Straße 15, ein um 1685 errichtetes, nach Plänen von George Bähr 1723 umgebautes Bürger- und Brauhaus mit Innenhof, das 1734 vom Sächsischen Hof erworben und nach Plänen von Pöppelmann und Andreas Adam zu einer großen geschlossenen Doppelhofanlage umgebaut wurde; elbseitig errichtete Pöppelmann zudem einen palaisartigen Neubau; seitdem nutzte man es als Kanzleigebäude („die Regierung“). Es ist erhalten und bildet heute den Mittelteil des Hotel Bellevue. Weitere Dresdner Wohnhäuser sind das vor 1716 erbaute Dinglingerhaus am Jüdenhof sowie die Häuser Rampische Straße 19 und 33. Um 1727 erbaute er eine Freitreppe im Barockgarten Großsedlitz, die wegen ihrer musizierenden Putten den Namen „Stille Musik“ bekam. 1731 gestaltete er auf der Festung Königstein einen Beobachtungsturm zum Aussichtspavillon Friedrichsburg mit Festsaal im Obergeschoss um. Das Zittauer „Haus zur Goldenen Sonne“ am Markt 9 verweist stilistisch und auch mit seinem sandsteinernen Baudekor auf Pöppelmann und Permosers Zwingerschule.
Die Stadt Dresden ließ 1936 ein Pöppelmann-Standbild am Fraumutterhaus (Schloßstraße 16) errichten, das 1945 zerstört und 2011 wiederhergestellt wurde. Die Stadt Herford benannte 1975 eine ehemalige Kaufmannsvilla in Daniel-Pöppelmann-Haus um und machte sie zum Sitz des Herforder Kunstvereins. Anlässlich seines 350. Geburtstages brachte die Deutsche Post 2012 eine Sonderbriefmarke heraus. Nach Pöppelmann wurde der Asteroid (39464) Pöppelmann benannt.

## Galerie

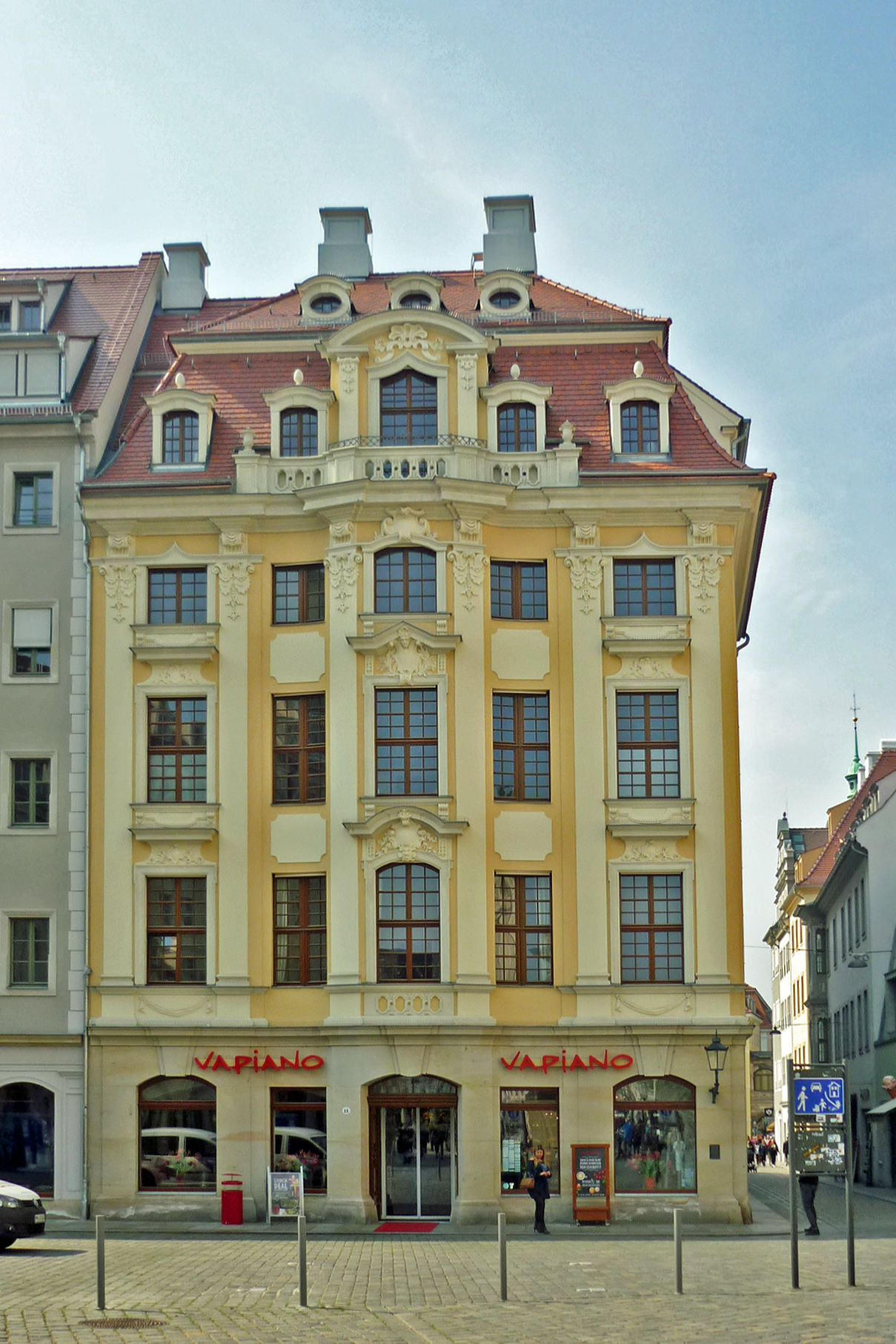
Dinglingerhaus
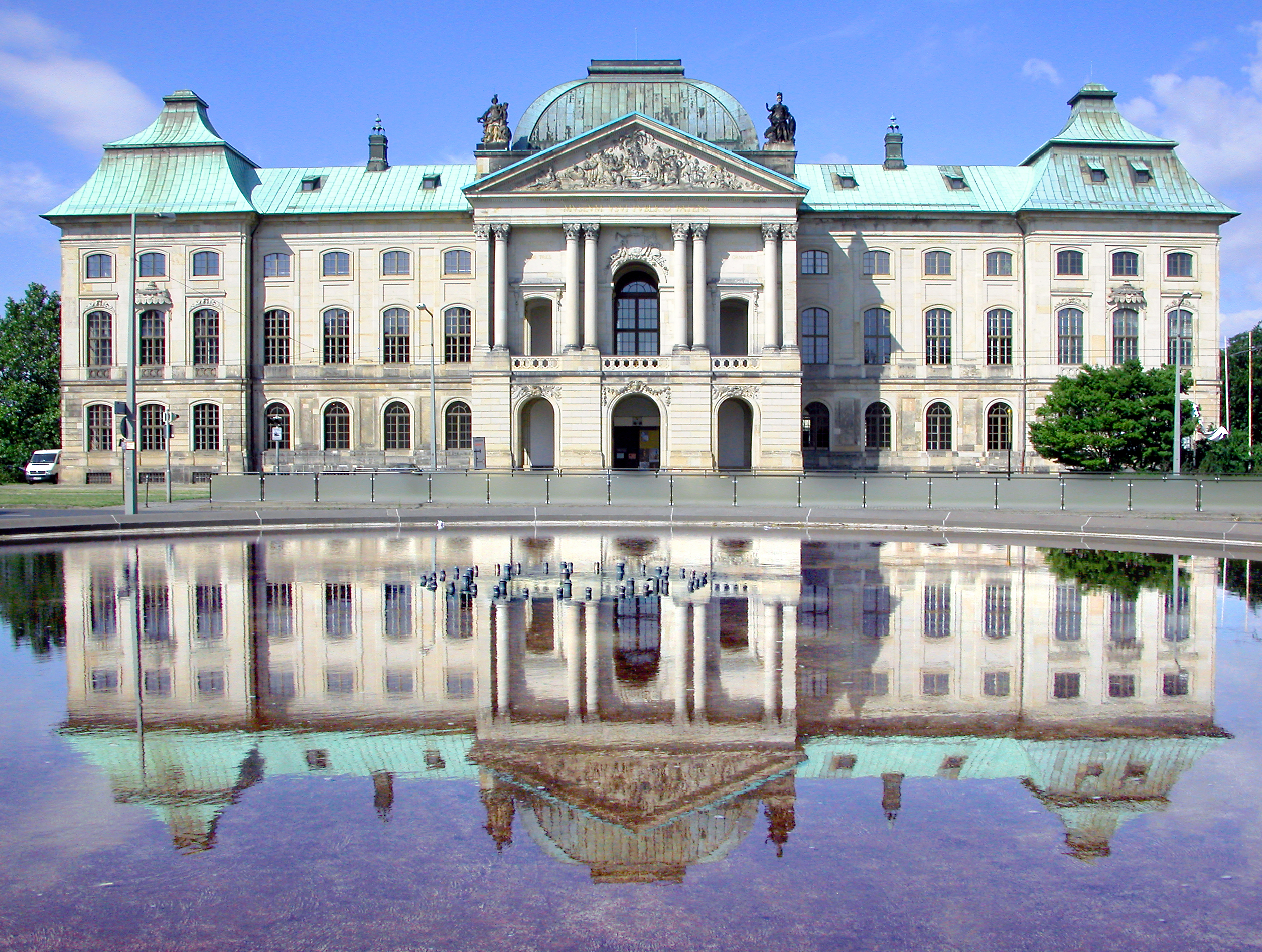
Japanisches Palais
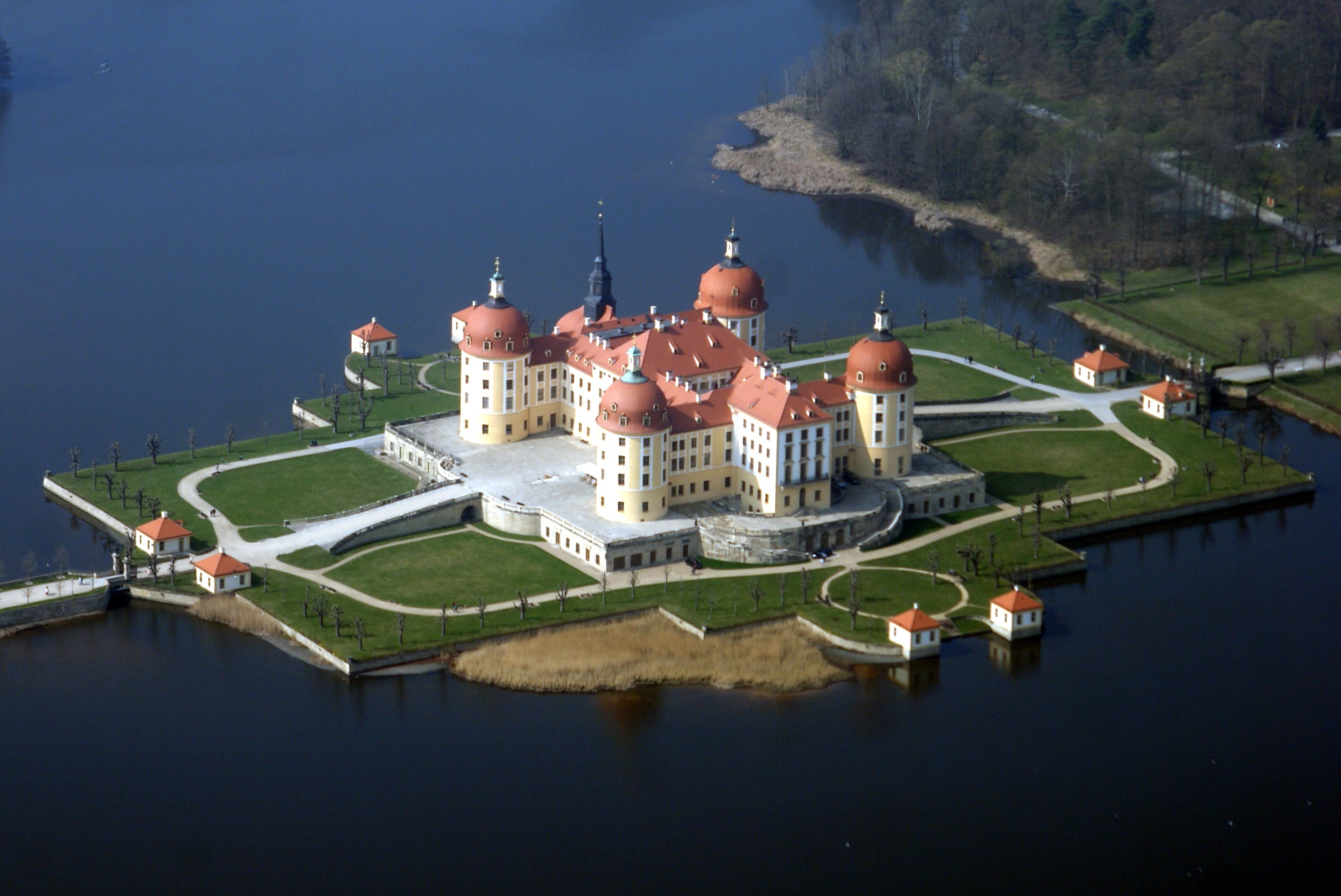
Schloss Moritzburg
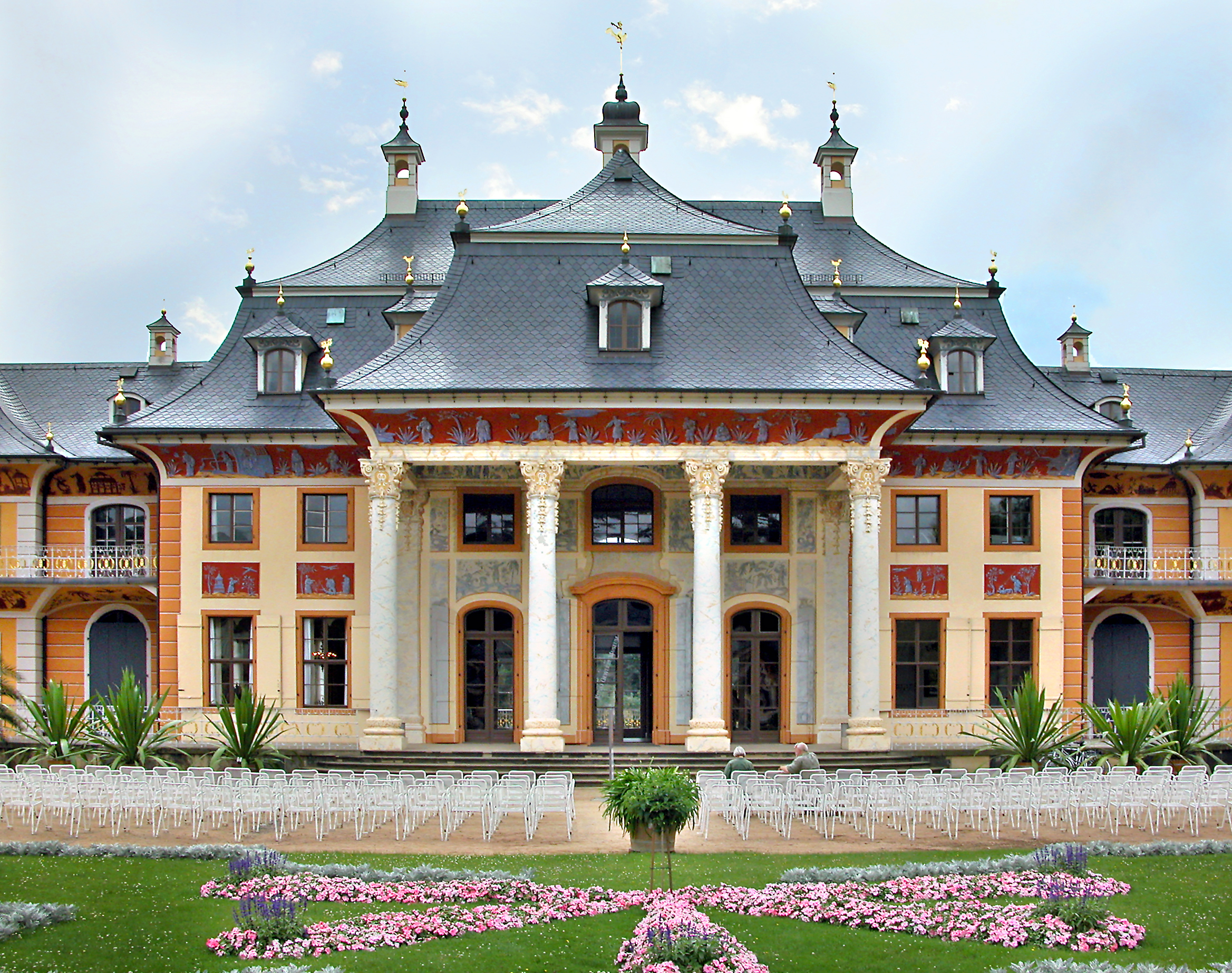
Schloss Pillnitz
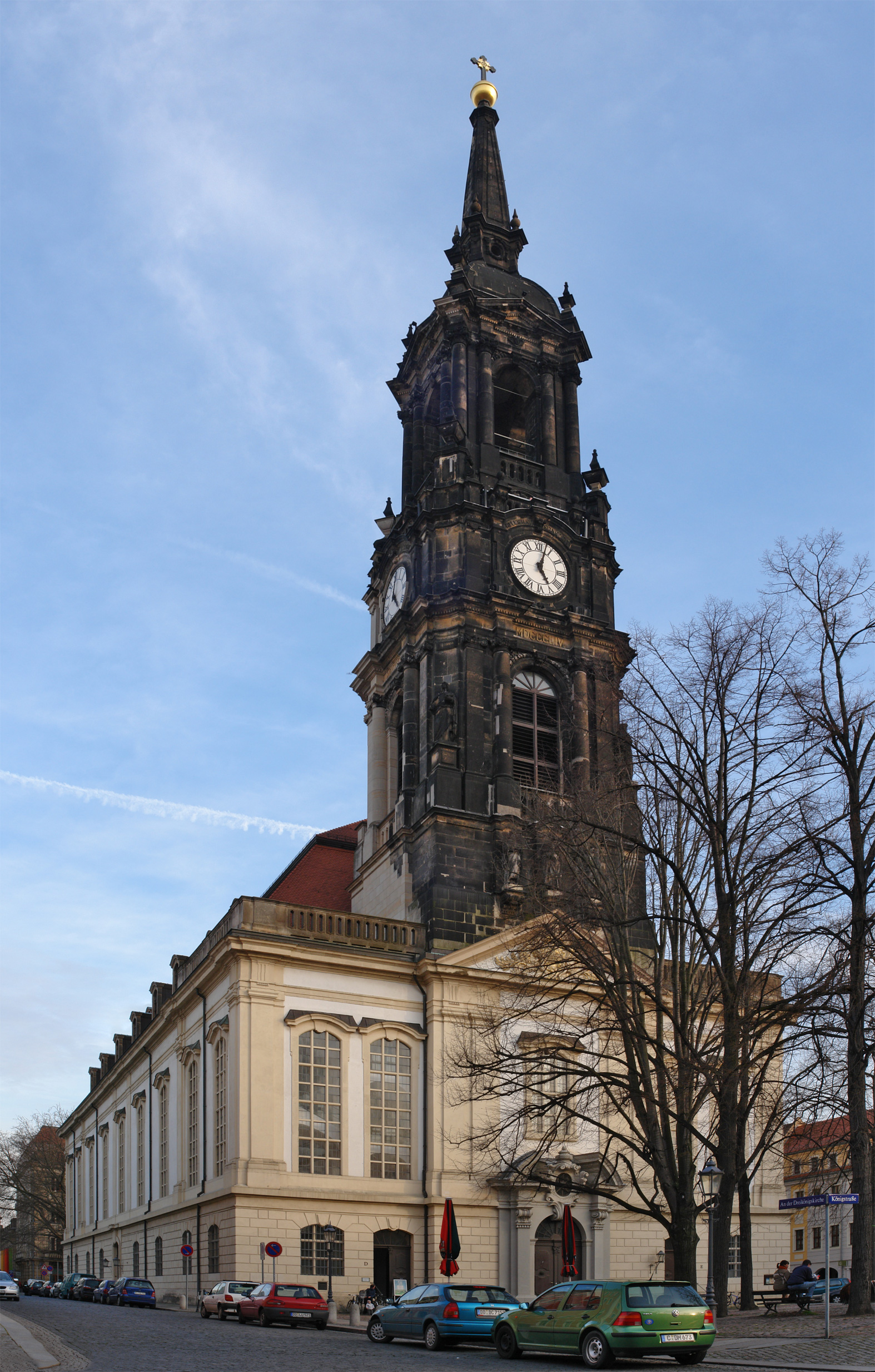
Dreikönigskirche
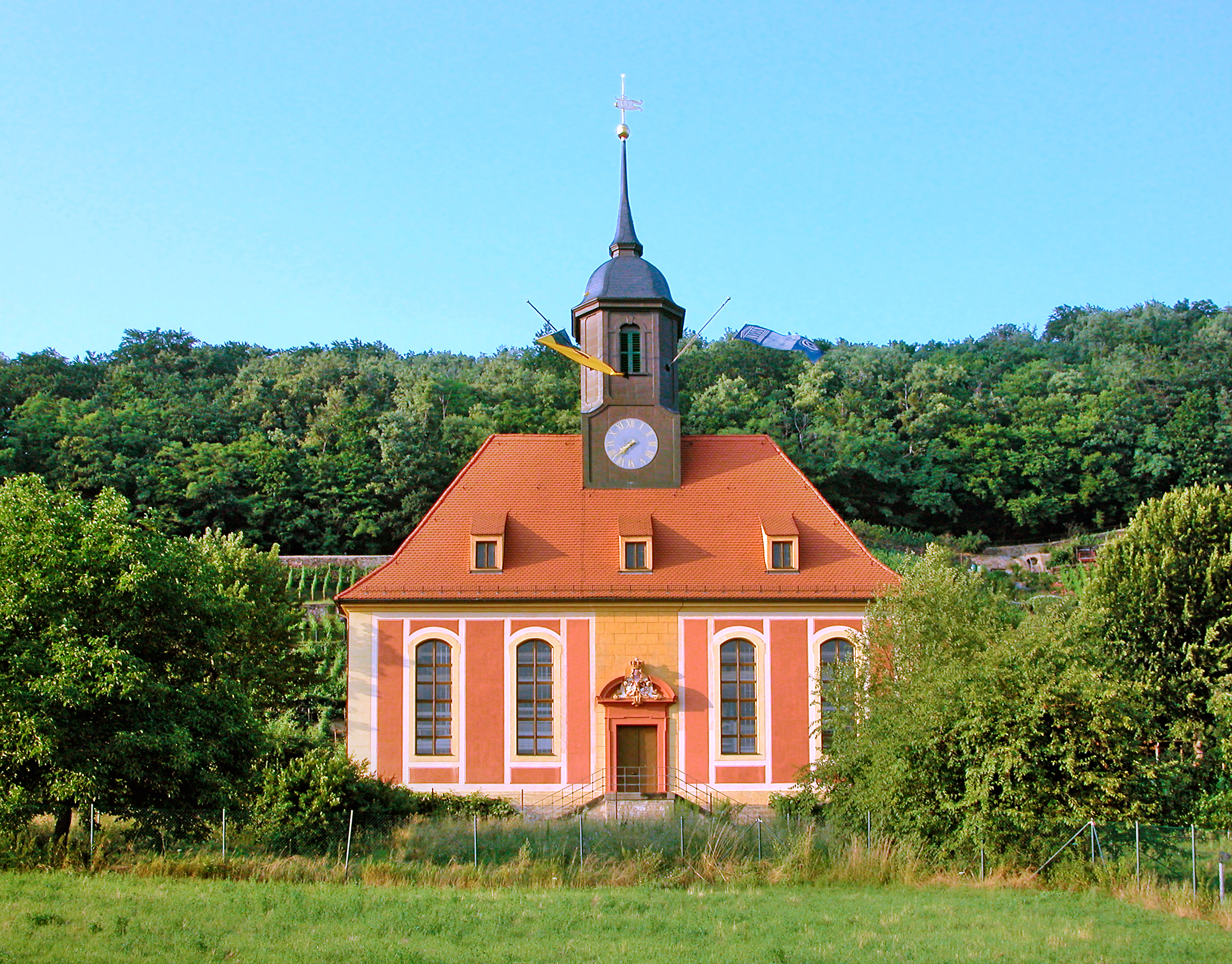
Weinbergkirche

## Familie

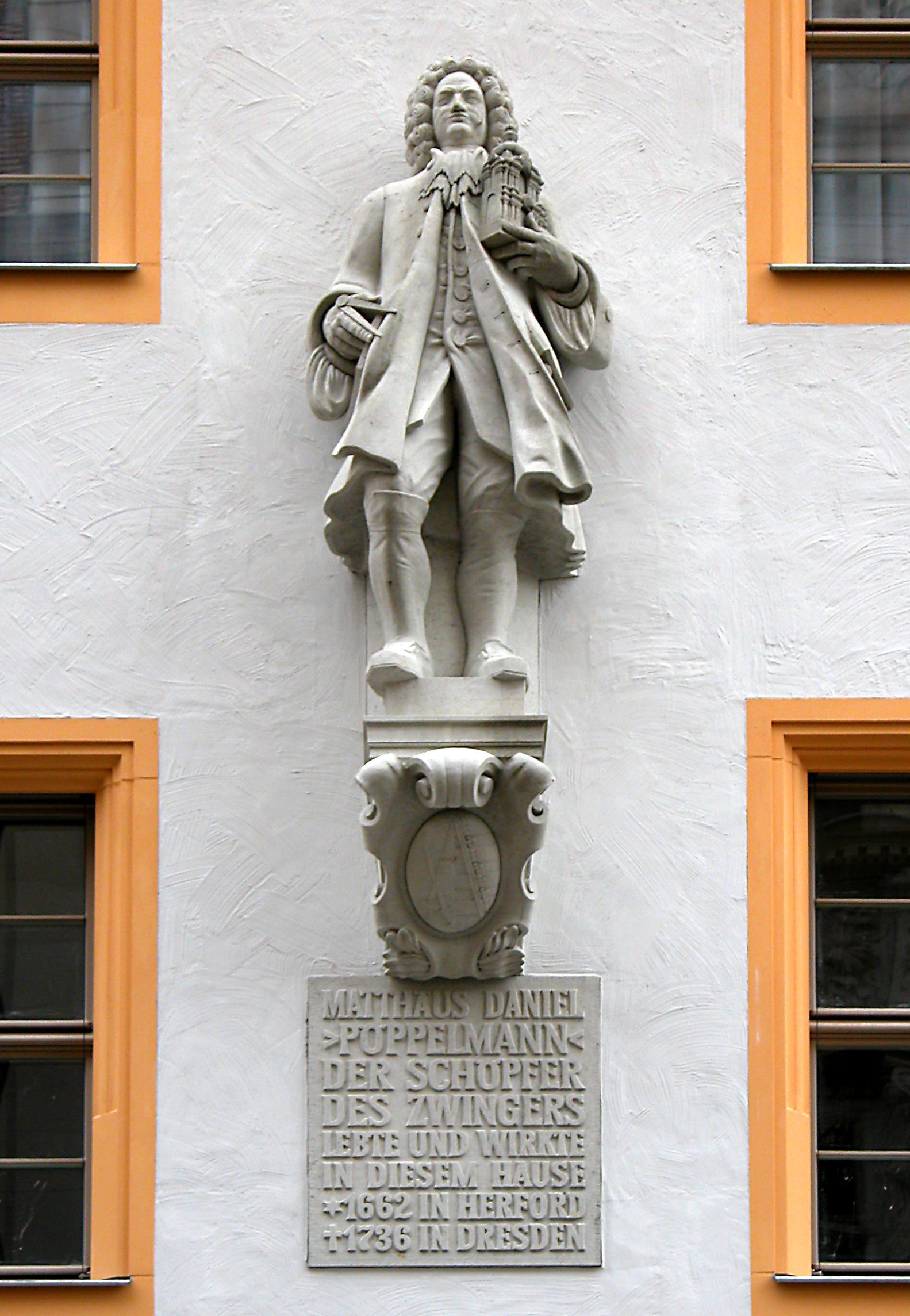
Pöppelmann-Standbild in Dresden

Matthäus Daniel Pöppelmann war in erster Ehe mit Catharina Margarethe Stumpf verheiratet. Sie hatten sieben Kinder:
- Rahel Dorothea (um 1693–nach 1761), verheiratet mit Hof- und Justizrat Georg David Wilcke
- Johann Adolph (1694–1773), Hofmaler in Dresden, 5 Kinder, darunter:
  - Matthes Daniel, Baukondukteur
  - Johann David, Hofmaler
- Erdmuth Sophie (* 1695), verheiratet mit Hof- und Legationsrat Johann Ernst Heubel
- Carl Friedrich (* um 1697–1750), Baumeister
- Eleonore Dorothea († nach 1730), verheiratet mit dem Arzt Johann Hieronymus Stenger, zwei Töchter, darunter:
  - Christina, verheiratet mit Johann Christoph Knöffel, Baumeister
- Christian Wilhelm (1701–1782), Oberpostmeister, Chef der Dresdner und Bautzener Post, verheiratet mit Johanna Salome Busse, 22 Kinder, unter den Nachkommen viele sächsische Beamte

* Luise Catharina (1712–1775), verheiratet mit dem Arzt Johann Wilhelm Sparmann, Tochter:
- - Sophie Friederike Hensel, Schauspielerin

Nach dem Tod seiner Frau heiratete er 1713 Anna Christina Möller, geborene Ott, eine wohlhabende Kaufmannswitwe, die 1729 während einer Kur in Karlsbad starb und am 17. Juli in der Stadtkirche in Johanngeorgenstadt beigesetzt wurde.